# Organización para la Autodefensa Revolucionaria
La Organización para la Autodefensa Revolucionaria (en griego Οργανισμός Επαναστατικής Αυτοάμυνας) generalmente acortado a Revolutionary Self Defense, u OEA fue una guerrilla griega activa en el área metropolitana de Atenas y desmantelada tras una operación antiterrorista en noviembre de 2019.

## Historia y actividades
Su primer ataque tuvo lugar el 25 de mayo de 2014 cuando unos militantes abrieron fuego contra la sede del Movimiento Socialista Panhelénico (PASOK) en Atenas, Grecia. El ataque no dejó ningún herido y la OEA se atribuyó la autoría del ataque en una declaración por internet.

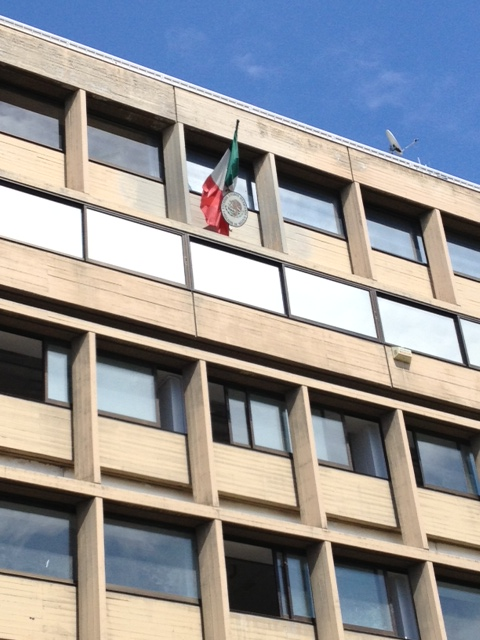
La embajada mexicana en Atenas, uno de los objetivos atacados por el grupo

El grupo afirmaba que la lucha armada tenía como objetivo «construir un movimiento revolucionario internacionalista masivo para fortalecer la resistencia guerrillera en el espectro entero del antagonismo de clases». El grupo se atribuyó el tiroteo contra la embajada mexicana (ocurrido el 2 de noviembre). Según ellos, el ataque era una represalia a los estados francés, mexicano y griegos por su actitud hacia los refugiados, movimientos sociales, el medio ambiente y las comunidades indígenas. Dijeron que se cuidaron de no herir a ningún transeúnte y señalaron que el ataque a la embajada mexicana ocurrió una semana después del 20.º aniversario del asesinato del anarquista Christopher Marinos por miembros de la policía antiterrorista griega El segundo ataque dejó a un guardia levemente herido después de que militantes arrojasen una granada de mano hacia la embajada francesa en Grecia.
El 10 de enero de 2016 un militante abrió fuego sobre un autobús de la Policía helénica cerca de la sede del PASOK  en el cruce de las calles Harilaou Trikoupi y Arachovis en Atenas. Al menos un agente resultó herido en la agresión. La Organización para Autodefensa Revolucionaria se atribuyó la autoría del ataque.
El 6 de noviembre guerrilleros dispararon ráfagas de AK-47contra miembros de la policía antidisturbios cuando estaban aparcados frente a la sede del PASOK esto en el barrio de Exarcheia, Atenas, Grecia. Los incidentes no dejaron heridos y el grupo se atribuyó la responsabilidad del atentado.
El grupo obtenía fondos mediante robos a bancos y negocios alrededor del Área Metropolitana de Atenas, tal vez el más conocido fue el asalto a una tienda de videojuegos llamada "OPAP", en  Holargos el 21 de octubredel 2019, dejando a un militante herido accidentalmente por el disparo de su arma.

## Arrestos

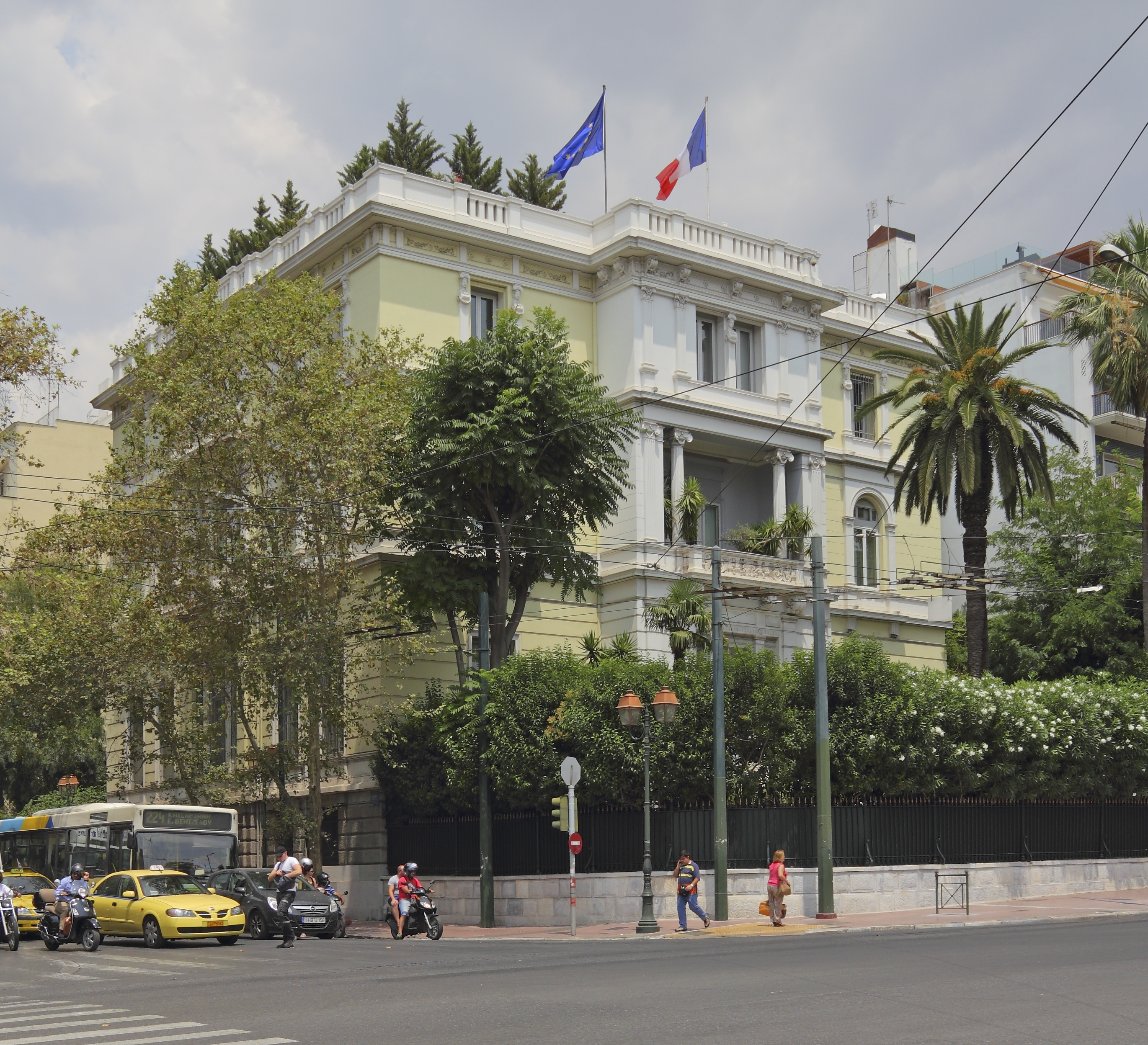
La embajada francesa en Atenas, víctima de un ataque el 10 de noviembre de 2016.

El 1 de noviembre de 2019 la unidad antiterrorista de la policía helénica organizó un total de trece redadas en diferentes casas y arrestó a un total de quince sospechosos, ahora bajo custodia de la policía antiterrorista griega. Fueron arrestados Dimitris Chatzivasileiadis 41 y 45 años fueron arrestados bajo los cargos de terrorismo, posesión de explosivos, violación de la ley federal de armas de fuego y falsificación de documentos oficiales. Una mujer de 39 años también ha sido detenida por violación relacionada con la ley de armas. La policía busca ahora un sospechoso de 46 años que sigue huido.
De acuerdo a las fuerzas de seguridad, los arrestados parecen estar involucrados en el robo de una tienda que vendía juegos de entretenimiento y tecnología en el suburbio Holargos de Atenas el 21 de octubre. El hombre de 41 años fue arrestado en 2010 por pertenecer al grupo terrorista Lucha Revolucionaria (Epanastatikos Agonas). Ya había cumplido una condena de cárcel y fue puesto en libertad en febrero de 2018 en prisión preventiva por el resto de su condena. En las casas allanadas la policía encontró y confiscó entre otros 5 fusiles de asalto AK-47, 4 granadas de gas CS, 17 detonadores (incluidos 9 de larga distancia), y varios explosivos que incluyen gelatina-dinamita, también posibles indicios de TNT y Peróxido de acetona.
Un examen balístico de las armas mostró que un Kalashnikov había sido utilizado en un ataque del que la "Autodefensa Revolucionaria" había asumido la responsabilidad. Las autoridades confirmaron que el grupo no planeó nuevos ataques y se mantuvo escondido. 
Días después los dos sospechosos de  41 y 45 fueron culpados por realizar los cinco ataques realizados por el grupo. Los sospechosos están juzgados bajo la ley antiterrorista griega y han sido detenidos por 18 meses, hasta el juicio.